# Brachygobius nunus
Brachygobius nunus és una espècie de peix de la família dels gòbids i de l'ordre dels perciformes.
Els adults poden assolir 2,5 cm de longitud total. És un peix de clima tropical i demersal. Es troba a Àsia: l'Índia, Myanmar, Tailàndia, Malàisia, Indonèsia, Borneo i Bangladesh.
És inofensiu per als humans.